# 고랴쿠
고랴쿠(康暦, こうりゃく)는 일본 남북조 시대의 연호(元号) 중 하나이다. 북조에서 사용되었다.
- 전후 : 에이와(永和) 이후 - 에이토쿠(永徳) 이전.
- 시기 : 1379년 ~ 1380년
- 천황
  - 북조 : 고엔유 천황
  - 남조 : 조케이 천황
- 쇼군 : 무로마치 막부의 아시카가 요시미쓰

## 개원(改元)
- 에이와 5년 3월 22일(율리우스력 1379년 4월 9일), 개원.
- 고랴쿠 3년 2월 24일(율리우스력 1381년 3월 20일), 에이토쿠로 개원된다.

## 출전
『구당서』의 「承成康之暦業」.

## 고랴쿠 시기에 일어난 일
- 원년
  - 2월 : 무로마치 막부 쇼군・아시카가 요시미쓰가 도키 요리야스 토벌령을 내리다.
  - 3월 : 간토 간레이・우에스기 노리하루가 가마쿠라 구보・아시카가 우지미쓰의 폭주를 막기 위해 최선을 다해 간언하지만 무시당하고, 노리하루는 간언하는 편지를 남기고 자신의 저택에서 자결하다.
  - 7월 : 이세 사다쓰구가 막부 만도코로(政所) 시쓰지(執事)에 취임하다.
  - 아시카가 요시미쓰가 막부 간레이・호소카와 요리유키를 파면해 요리유키가 막부 정치에서 실각하게 되는 고랴쿠 정변이 일어나다. 후임은 시바 요시유키.
- 2년
  - 오야마 요시마사가 우쓰노미야 모토쓰나를 살해하다. 아시카가 우지미쓰가 요시마사 토벌령을 내려 오야마 요시마사의 난이 일어나다.

## 서력과의 대조표
| 고랴쿠 | 원년     | 2년      | 3년       |
| ------ | -------- | -------- | --------- |
| 서력   | 1379년   | 1380년   | 1381년    |
| 남조   | 덴주 5년 | 덴주 6년 | 고와 원년 |
| 간지   | 기미     | 경신     | 신유      |

## 같이 보기
- 일본의 연호 일람

| 이전 에이와 | 일본 북조의 연호 1379년 ~ 1381년 | 다음 에이토쿠 |